# セトウチマイマイ
セトウチマイマイ（瀬戸内蝸牛）、学名 Euhadra subnimbosa は、有肺目ナンバンマイマイ科に分類されるカタツムリの一種。樹上性のカタツムリで、和名通り瀬戸内海周辺に分布する。また分布域が重複するアワジマイマイとムロトマイマイは本種の亜種とされている（後述）。
成貝は殻高30mm・殻径36mmに達し、日本産カタツムリ類の中では中型である。殻表の光沢は比較的強く、螺塔は低く円盤形に近い。多くは殻の上面に細かい火炎彩が出る。色帯は無帯、0204型、0234型など変異が大きい。底面の臍孔は深いが、周辺の傾斜は緩い。軟体部は背面中央に1本の黒帯が通るものや、3本の黒帯が通るものなどがある。
淡路島産は軟体の背が白く、側面が淡灰色になる。これは亜種アワジマイマイ E. s. maritima (Gulick et Pilsbry,1900) として分類されている。また室戸岬などには小形で螺塔が高い亜種ムロトマイマイ E. s. murotonis Kuroda et Habe,1949 が知られる。
ハリママイマイ E. congenita とは分布域が一部重複するが、本種は成長脈がそれほど発達しない。また生殖器の形態は東に接して分布するクチベニマイマイ E. amaliae に似る。マイマイ属の分類ではハリママイマイと共に「ハリママイマイ種群」（E. congenita group）として分類されている。
九州東部（宮崎・大分県域）・四国・中国地方の固有種である。樹上性で、春から秋にかけて木の上を這う。和名は瀬戸内海を広く囲む分布域をもつことに由来する。